# Володимир (Маланчук)
Володи́мир Маланчу́к (20 серпня 1904, Базар (за іншими даними — Малі Заліщики, тепер Бучацький район — 29 вересня 1990, Вінніпег, Канада) — єпископ Української греко-католицької церкви, перший апостольський екзарх для українців греко-католиків у Франції (1960–1982), редемпторист.

## Життєпис
Народився в селі Базар (тепер Чортківського району Тернопільської області). Вступив до Згромадження отців Редемптористів. 26 квітня 1931 року прийняв священничі свячення.
22 липня 1960 року Папа Римський Іван XXIII призначив ієромонаха Володимира Маланчука, тодішнього протоігумена провінції редемптористів у Канаді, першим апостольським екзархом новоствореного екзархату для українців греко-католиків, що проживають у Франції, з титулом єпископа Епіфанії Сирійської. Єпископська хіротонія відбулася 19 лютого 1961 року в Вінніпезі (головний святитель — митрополит Вінніпезький Максим Германюк, ЧНІ, співсвятителі — єпископ Стемфордський Амвросій Сенишин, ЧСВВ, і єпископ Торонтський Ісидор Борецький). Єпископ Володимир Маланюк був активним учасником Другого Ватиканського собору.
27 листопада 1982 року Папа Римський Іван Павло II прийняв зречення єпископа Володимира Маланчука з уряду апостольського екзарха у зв'язку з досягненням ним 75-річного віку. Його наступником став єпископ Михаїл Гринчишин, ЧНІ.
Відійшовши на заслужений відпочинок, єпископ Володимир Маланчук повернувся до монастиря отців редемптористів у Вінніпегу, Канада, де й помер 29 вересня (за іншими даними — 28 вересня) 1990 року і був похований на місцевому кладовищі Holy Family Cemetery.
Автор статей на філософські та релігійні теми.